# Ulrich von Seckau

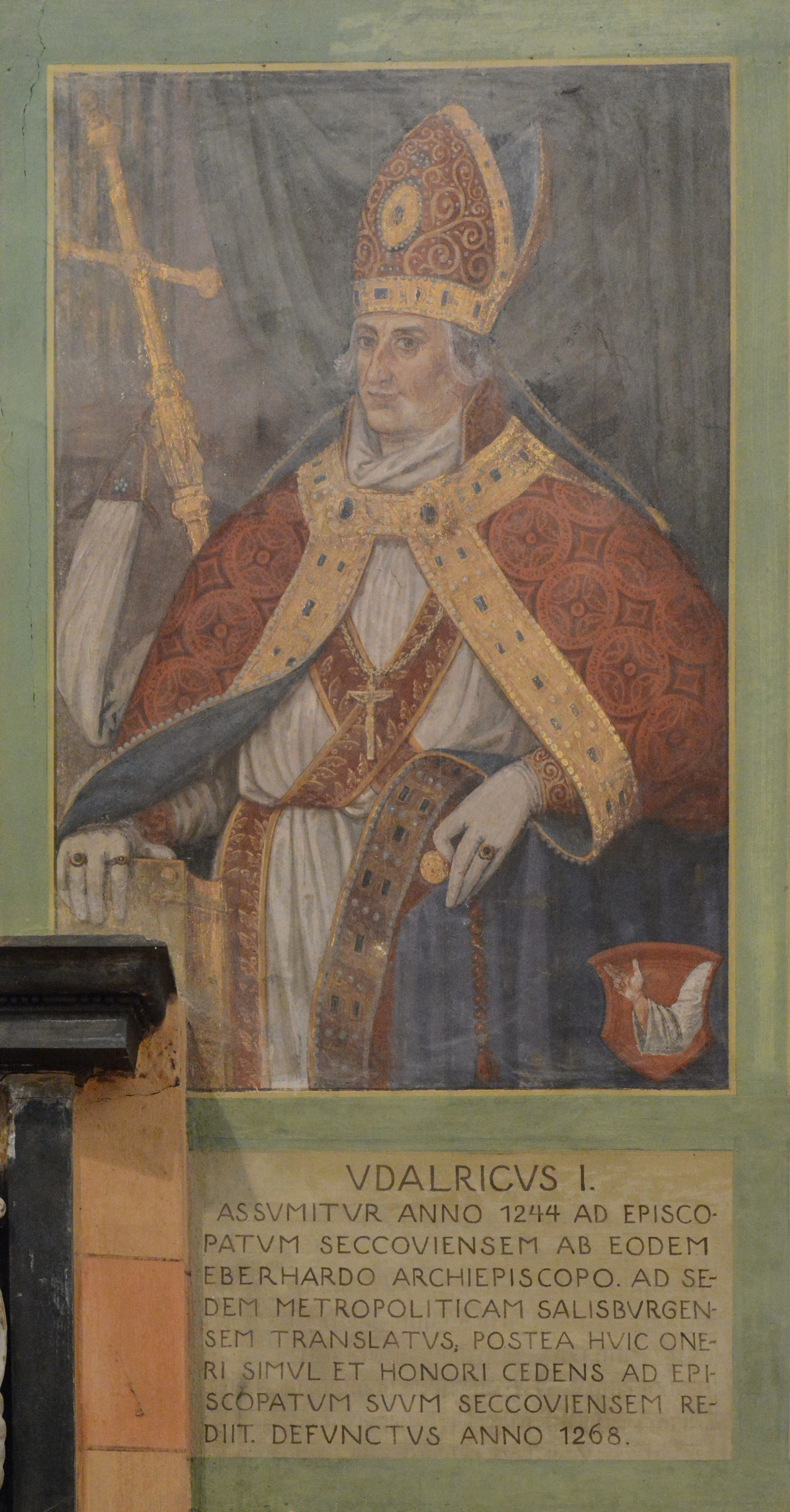
Halbfigurenportrait Bischof Ulrich I., Basilika Seckau, Bischofskapelle (Darstellung um 1595)

Ulrich von Seckau († 6. oder 7. Juli 1268 in Piber) war Bischof von Seckau und (allerdings nur dem Namen nach) Erzbischof von Salzburg.

## Leben
Die Herkunft dieses Mannes ist unbekannt. Es ist denkbar, aber unwahrscheinlich, dass er nichtadeliger Abstammung war. Zuerst war Ulrich Schreiber bei Herzog Friedrich II. von Österreich, später war er Domherr von Passau und wurde von Erzbischof Eberhard 1243 zum Bischof von Seckau ernannt. 
1256/57 wurde er nach Absetzung Philipps von Spanheim Salzburger Erzbischof. Er hat in den neun Jahren seiner Regentschaft in Salzburg nur nominell regiert. Aus Geldmangel musste er sogar das ihm verliehene Pallium versetzen. Im Kampf der verschiedenen mitteleuropäischen Mächte während des Interregnums war und blieb er Spielball. Er musste mehrmals fliehen, wurde gefangen und doch wieder freigelassen. Erst 1264 sah er zum ersten Mal als Regent die Bischofsstadt Salzburg. Wenige Monate darauf bat er den Papst zurücktreten zu dürfen, ein Wunsch, dem infolge des Todes von Papst Clemens IV. erst 1265 entsprochen wurde. Im Spiegel der Geschichte muss Ulrich letztendlich als gescheiterter Erzbischof betrachtet werden. Er wurde vermutlich in Piber beigesetzt, seine Grabstätte ist nicht erhalten.